# بيليه: ولادة أسطورة
بيليه: ولادة أسطورة (بالإنجليزية: Pelé: Birth of a Legend) هو فيلم أمريكي عن السيرة الذاتية الحياة المبكرة للاعب كرة القدم البرازيلي بيليه ورحلته مع البرازيل للفوز بكأس العالم 1958. الفيلم من إخراج وكتابة جيف زيمباليست ومايكل زيمباليست، وبطولة كيفن دي باولا، وفينسنت دونوفريو، ورودريغو سانتورو، وديجو بونيتا، مع كولم مياني، ودور صغير لبيليه نفسه. يركز الفيلم على العلاقة بين شخصية بيليه ووالده.
بدأ التصوير الفوتوغرافي الرئيسي في ريو دي جانيرو في سبتمبر 2013، واستمر التصوير حتى أواخر عام 2014. صدر الفيلم برد فعل سلبي، حيث أشار نقاد الفيلم إلى عيوب في السرد، وانتقدوا نقص العمق.

## الحبكة
بتوجيه من المدير فيسنتي فيولا (فينسنت دونوفريو)، يستخدم الشاب بيليه (كيفين دي باولا) مهاراته في كرة القدم في الشوارع لقيادة البرازيل إلى كأس العالم في عام 1958.

## وصلات خارجية
- بيليه: ولادة أسطورة – الموقع الرسمي (بالإنجليزية)
- بيليه: ولادة أسطورة  في قاعدة بيانات الأفلام على الإنترنت (بالإنجليزية)
- بيليه: ولادة أسطورة في روتن توميتوز. (بالإنجليزية)
- بيليه: ولادة أسطورة في موقع بوكس أوفيس موجو. (بالإنجليزية)